# Gallant (Alabama)
Pour les articles homonymes, voir Gallant.
Gallant, ou Clear Springs ou encore Greasy Cove, est une census-designated place située dans les comtés d’Etowah et Saint Clair, dans l’État de l’Alabama, aux États-Unis. Sa population s’élevait à 855 habitants lors du recensement de 2010.